# NGC 647
NGC 647 ist eine linsenförmige Galaxie mit aktivem Galaxienkern vom Hubble-Typ SB0 im Sternbild Walfisch südlich der Ekliptik. Sie ist schätzungsweise 570 Millionen Lichtjahre von der Milchstraße entfernt und hat einen Durchmesser von etwa 255.000 Lj.
Im selben Himmelsareal befinden sich u. a. die Galaxien NGC 640 und NGC 649.
Das Objekt wurde im Jahr 1886 von dem US-amerikanischen Astronomen Francis Preserved Leavenworth entdeckt.